# Wartkies Machtesian
Wartkies Machtesian (gr.: Βαρτκές Μαχτεσιάν) – cypryjski polityk, ormiańskiego pochodzenia. 21 maja 2006 r. został wybrany reprezentantem ormiańskiej wspólnoty religijnej w cypryjskiej Izbie Reprezentantów. Zachował to stanowisko po wyborach parlamentarnych w 2011 roku.